# Lasalgaon
Lasalgaon là một thị trấn thống kê (census town) của quận Nashik thuộc bang Maharashtra, Ấn Độ.

## Địa lý
Lasalgaon có vị trí 20°09′B 74°14′Đ / 20,15°B 74,23°Đ Nó có độ cao trung bình là 581 mét (1906 feet).

## Nhân khẩu
Theo điều tra dân số năm 2001 của Ấn Độ, Lasalgaon có dân số 12.525 người. Phái nam chiếm 52% tổng số dân và phái nữ chiếm 48%. Lasalgaon có tỷ lệ 77% biết đọc biết viết, cao hơn tỷ lệ trung bình toàn quốc là 59,5%: tỷ lệ cho phái nam là 82%, và tỷ lệ cho phái nữ là 72%. Tại Lasalgaon, 11% dân số nhỏ hơn 6 tuổi.